# Klasborgs och Våmbs ängar
Klasborgs och Våmbs ängar este o arie protejată (arie specială de conservare — SAC, sit de importanță comunitară — SCI) din Suedia întinsă pe o suprafață de 89,2 ha, integral pe uscat.

## Localizare
Centrul sitului Klasborgs och Våmbs ängar este situat la coordonatele 58°22′33″N 13°48′15″E / 58.3757°N 13.8043°E.

## Înființare
Situl Klasborgs och Våmbs ängar a fost declarat sit de importanță comunitară în ianuarie 1997 pentru a proteja un număr necunoscut de specii din flora spontană și fauna sălbatică aflate în arealul zonei. Situl a fost protejat și ca arie specială de conservare în martie 2011.

## Biodiversitate
Situată în ecoregiunea boreală, aria protejată conține 6 habitate naturale: Păduri pe pante, grohotișuri și ravene de Tilio-Acerion, Pășuni din zone de pădure fino-scandinave, Păduri caducifoliate de mlaștină fino-scandinave, Pajiști uscate seminaturale și facies de acoperire cu tufișuri pe substraturi calcaroase (Festuco-Brometalia) (* situri importante pentru orhidee), Pajiști cu Molinia pe soluri calcaroase, turboase sau argilos-nămoloase (Molinion caeruleae), Pajiști fino-scandinave uscate până la mezice, bogate în specii de altitudine mică.
La baza desemnării sitului se află un număr nedeclarat de specii protejate.